# AWS Lambda
AWS Lambda — платформенная услуга в рамках Amazon Web Services в модели «функция как услуга», обеспечивающая событийно-ориентированные бессерверные вычисления. Активируется в ответ на событие, и привлекает автоматически необходимые вычислительные ресурсы для обработки запроса. Доступна с ноября 2014 года. Предназначена для развёртывания небольших программных компонентов, отвечающих на события по мере их появления, при этом может достигаться низкая задержка и высокая степень параллелизации вычислений: экземпляры компонентов создаются средой Amazon по мере необходимости за миллисекунды и в требуемом потоком количестве.
Для создания компонентов для Lambda официально поддерживаются языки Node.js, Python, Java, Go, Ruby, Swift и C# через .NET; могут косвенно поддерживаться и другие языки. Однако компоненты, требующие специфические среды выполнения (например, JVM) могут быть медленнее при старте. Поддерживается запуск защищённого кода в среде выполнения Linux, вызываемого через Node.js, таким образом, например, может быть запущен код на языке Haskell.